# قاسم سعيد
قاسم سعيد سنجور حردان المعروف باسم قاسم سعيد (مواليد 20 أبريل 1989) هو لاعب كرة قدم عماني يجيد اللعب كجناح أيسر لصالح نادي النصر ومنتخب عمان.

## روابط خارجية
- قاسم سعيد على موقع الاتحاد الدولي (مؤرشف)  (الإنجليزية)
- قاسم سعيد على موقع قاعدة بيانات كرة القدم.إي يو (الإنجليزية)
- قاسم سعيد على موقع ناشيونال فوتبول تيمز (الإنجليزية)
- قاسم سعيد على موقع Soccerway.com (الإنجليزية)
- قاسم سعيد على موقع كووورة